# 新田千尋
新田 千尋（にった ちひろ、1983年10月14日 - ）は、埼玉県出身の舞台女優、埼玉ブロンコスのチアリーディング・チームブロンコスチアリーダーズのメンバー。

## 略歴・人物
愛称は「血」。身長150cm、血液型はO型。
東京メッツの元メンバーだが、加入前に既にジャズダンス10年、新体操・バレエ1年、ドリルダンス5年のキャリアがあり、「ダンスのことなら何でも聞いて」と自称するほどだった。
また東京メッツ加入以前にも、同劇団の安藤亜実と音楽デュオ・Orange Beansを結成していたが、大きな活躍の場に恵まれず、2005年に解散。
東京メッツの解散後、活躍の場をミュージカル集団・G-Rocketsに移す。現在のG-Rocketsの公式サイトのメンバーには名前がないが、脱退したかどうかは不明。
プロバスケットボールチーム埼玉ブロンコスのチアリーディング・チームであるブロンコスチアリーダーズに所属する一方で、2007年4月から尚美学園大学のチアダンス部コーチを兼ねる。
趣味はプリンを食べること、散歩。特技は笑顔。

## 出演

### 舞台
- PLAYZONE '06 Change（2006年）G-Rocketsとして出演
- サンリオファミリーミュージカル スーパーアドベンチャー西遊記（2006年）G-Rocketsとして出演
- サンリオファミリーミュージカル 想い出を売る店、イッツ・ア・ワンダーランド（2004年）G-Rocketsとして出演
- 東京メッツ公演（2003年 - 2004年）